# Bill Clifton
Bill Clifton, geboren als William August Marburg, (Riverwood, 5 april 1931) is een Amerikaans country- en bluegrass-muzikant.

## Jeugd
William August Marburg was afkomstig uit een welgestelde familie, die woonachtig waren in de staat Maryland. Hij interesseerde zich al vroeg voor het landleven, maar vooral voor authentieke countrymuziek. Zijn idolen waren The Carter Family, die zich vooral verbonden voelden met de traditionele muziek. In 1952 formeerde hij tijdens zijn universiteitsstudie samen met Johnny Clark, Paul Clayton en Dave Sadler de bluegrass-band Dixie Mountain Boys. Ze namen bij een klein label enkele singles op en traden op bij de radio, onder andere bij het bekende Wheeling Jamboree van de zender WWVA. Aangezien zijn ouders zijn muzikale activiteiten verwierpen, trad hij op onder de naam Bill Clifton.
Na beëindiging van zijn studie verplichtte hij zich voor twee jaar aan de United States Navy. Daarna werd hij door Starday Records onder contract genomen. Tussen 1959 en 1964 werden in totaal vijf albums uitgebracht, deels met medewerking van The Dixie Mountain Boys en Johnny Clark. Zijn bekendste song Give Me Some Water And I'll Sing You a Song, werd aan het eind van 1958 opgenomen en berust op een waargebeurde gebeurtenis, het mijnongeluk van Springhill (Nova Scotia). Meermaals nam hij songs op van The Carter Family. Hij voelde een diepe vriendschap met A.P. Carter, die zich hartstochtelijk inzette voor het behoud van oude liederen. Na diens overlijden in 1961 publiceerde hij het tribute-album Carter Family Memorial Album.
In 1961 organiseerde Clifton de Bluegrass Day van Luray, het eerste bluegrass-festival überhaupt. Vele grootheden uit het circuit, waaronder The Country Gentlemen en The Stanley Brothers, namen deel. In 1963 vestigde hij zich met zijn familie in het Verenigd Koninkrijk. Van hieruit ondernam hij talrijke tournees op het Europese vasteland. Hij schrok er evenmin voor terug om ook in kleine clubs en herbergen op te treden. Dankzij zijn vriendelijke karakter en zijn gepassioneerde pleidooi voor authentieke countrymuziek, werd hij een van de meest succesvolle ambassadeurs van het genre. Later werkte hij enkele jaren als ontwikkelingshelper op de Filipijnen. Ook hier verzorgde hij optredens. Bovendien ondernam hij tournees naar Australië en Nieuw-Zeeland. In 1981 nam hij een instrumentaal album op met autoharp-muziek.

## Discografie

### Albums
- 1959: Mountain Folk Songs (Starday)
- 1961: Carter Family Memorial Album (Starday)
- 1961: The Bluegrass Sound Of Bill Clifton (Starday)
- 1963: Soldier, Sing Me A Song (Starday)
- 1964: Code Of The Mountains (Starday)
- 1964: Bluegrass In The American Tradition (Nashville)
- 1964: Wanderin'  (Hillbilly Records)
- 1970: Two Shades Of Bluegrass (Kiwi Records) met The Hamilton County Bluegrass Band
- 1971: Happy Days (Golden Guinea)
- 1972: Getting Folk Out Of The Country (Folk Variety Records) met Hedy West
- 1973: Blue Ridge Mountain Blues (County)
- 1975: Come By The Hills (County)
- 1976: Another Happy Day (County)
- 1981: Autoharp Centennial Celebration (Elf)
- 1984: Beatle Crazy (Bear Family Records)

- Biblioteca Nacional de España: XX5258601
- Gemeinsame Normdatei: 134348605
- International Standard Name Identifier: 0000 0003 6851 0018
- Library of Congress Control Number: n85038287
- MusicBrainz: 1f4f5cdb-c89c-49b5-9dde-78e32f7ee4d1
- SNAC: w6zt88bm
- Virtual International Authority File: 79586720
- WorldCat: E39PBJrryjcKG3kybr9x3yH3cP